# Olearia
Olearia je veliki rod glavočika smješten u podtribus Brachyscominae, dio tribusa Astereae, potporodica Asteroideae. 
Pripoada mu 148 priznatih vrsta koje su rasprostranjene od Nove Gvineje do Australazije, od kojih su neke kasnije izdvojene u nove rodove: Landerolaria G.L.Nesom, Linealia G.L.Nesom, Muellerolaria G.L.Nesom, Neolaria G.L.Nesom, Phaseolaster G.L. Nesom, Vicinia G.L. Nesom, Walsholaria G.L. Nesom i Wollemiaster G.L. Nesom.

## Vrste
1. Olearia adenocarpa Molloy & Heenan
2. Olearia adenolasia (F.Muell.) F.Muell. ex Benth.
3. Olearia adenophora (F.Muell.) F.Muell.
4. Olearia adpressa Hislop
5. Olearia aglossa (Maiden & Betche) Lander
6. Olearia albida Hook.f.
7. Olearia algida N.A.Wakef.
8. Olearia allomii Kirk
9. Olearia alpicola (F.Muell.) F.Muell. ex Benth.
10. Olearia angulata Kirk
11. Olearia arborescens (G.Forst.) Cockayne & Laing
12. Olearia archeri Lander
13. Olearia argophylla (Labill.) F.Muell. ex Benth.
14. Olearia arguta Benth.
15. Olearia arida E.Pritz.
16. Olearia asterotricha (F.Muell.) F.Muell. ex Benth.
17. Olearia astroloba Lander & N.G.Walsh
18. Olearia avicenniifolia Hook.f.
19. Olearia axillaris (DC.) F.Muell. ex Benth.
20. Olearia ballii (F.Muell.) F.Muell. ex Hemsl.
21. Olearia boorabbinensis Hochr.
22. Olearia brachyphylla (F.Muell. ex Sond.) N.A.Wakef.
23. Olearia brevipedunculata N.G.Walsh
24. Olearia buchananii Kirk
25. Olearia bullata H.D.Wilson & Garn.-Jones
26. Olearia burgessii Lander
27. Olearia canescens Hutch.
28. Olearia capillaris Buchanan
29. Olearia cassiniae (F.Muell.) F.Muell. ex Benth.
30. Olearia cheesemanii Cockayne & Allan
31. Olearia chrysophylla (DC.) Benth.
32. Olearia coriacea Kirk
33. Olearia covenyi Lander
34. Olearia crebra E.K.Cameron & Heenan
35. Olearia crosby-smithiana Petrie
36. Olearia curticoma N.G.Walsh
37. Olearia cydoniifolia (DC.) Benth.
38. Olearia cymbifolia (Hook.f.) Cheeseman
39. Olearia decurrens (DC.) Benth.
40. Olearia dibrachiata D.J.N.Hind & R.J.Johns
41. Olearia durifolia J.Kost.
42. Olearia elaeophila (DC.) F.Müll. ex Benth.
43. Olearia ericoides (Steetz) N.A.Wakef.
44. Olearia erubescens (Sieber ex Spreng.) Dippel
45. Olearia exiguifolia (F.Muell.) F.Muell. ex Benth.
46. Olearia exilis S.Moore
47. Olearia fimbriata Heads
48. Olearia floccosa J.Kost.
49. Olearia floribunda (Hook.f.) Benth.
50. Olearia fluvialis Lander
51. Olearia fragrantissima Petrie
52. Olearia frostii (F.Muell.) J.H.Willis
53. Olearia furfuracea (A.Rich.) Hook.f.
54. Olearia gardneri Heads
55. Olearia glutinosa (Lindl.) Benth.
56. Olearia grandiflora Hook.
57. Olearia gravis (F.Muell.) F.Muell. ex Benth.
58. Olearia hectorii Hook.f.
59. Olearia heterocarpa S.T.Blake
60. Olearia heterolepis Mattf.
61. Olearia heterotricha Mattf.
62. Olearia homolepis (F.Muell.) F.Muell. ex Benth.
63. Olearia hooglandii J.Kost.
64. Olearia hookeri (F.Muell. ex Sond.) Benth.
65. Olearia hygrophila (DC.) Benth.
66. Olearia ilicifolia Hook.f.
67. Olearia imbricata (Turcz.) Benth.
68. Olearia incana (D.A.Cooke) Lander
69. Olearia incondita Lander
70. Olearia iodochroa (F.Muell.) F.Muell. ex Benth.
71. Olearia kernotii Muell.
72. Olearia lacunosa Hook.f.
73. Olearia lanata J.Kost.
74. Olearia lanuginosa (J.H.Willis) N.A.Wakef.
75. Olearia lasiophylla Lander
76. Olearia laxiflora Kirk
77. Olearia ledifolia (DC.) Benth.
78. Olearia lehmanniana (Steetz) Lander
79. Olearia lepidophylla (Pers.) Benth.
80. Olearia lepidota Mattf.
81. Olearia leptocephala J.Kost.
82. Olearia lineata (Kirk) Cockayne
83. Olearia lirata (Sims) Hutch.
84. Olearia macrodonta Baker
85. Olearia magniflora (F.Muell.) F.Muell. ex Benth.
86. Olearia microdisca J.M.Black
87. Olearia microphylla (Vent.) Maiden & Betche
88. Olearia minor (Benth.) Lander
89. Olearia montana Lander
90. Olearia monticola F.M.Bailey
91. Olearia mooneyi (F.Muell.) F.Muell. ex Hemsl.
92. Olearia moschata Hook.f.
93. Olearia muricata (Steetz) Benth.
94. Olearia myrsinoides (Labill.) F.Muell. ex Benth.
95. Olearia nernstii (F.Muell.) F.Muell. ex Benth.
96. Olearia nummulariifolia (Hook.f.) Hook.f.
97. Olearia obcordata (Hook.f.) Benth.
98. Olearia occidentissima Lander
99. Olearia odorata Petrie
100. Olearia oliganthema F.Muell. ex Benth.
101. Olearia oppositifolia (F.Muell.) Lander
102. Olearia pachycephala J.Kost.
103. Olearia pachyphylla Cheeseman
104. Olearia pallida J.Kost.
105. Olearia paniculata Druce
106. Olearia pannosa Hook.
107. Olearia passerinoides (Turcz.) Benth.
108. Olearia paucidentata (Steetz) Benth.
109. Olearia persoonioides (DC.) Benth.
110. Olearia phlogopappa (Labill.) DC.
111. Olearia pimeleoides (DC.) Benth.
112. Olearia pinifolia (Hook.f.) Benth.
113. Olearia platyphylla Mattf.
114. Olearia plucheacea Lander
115. Olearia polita H.D.Wilson & Garn.-Jones
116. Olearia propinqua S.Moore
117. Olearia quercifolia DC.
118. Olearia quinquevulnera Heenan
119. Olearia ramosissima (DC.) Benth.
120. Olearia ramulosa (Labill.) Benth.
121. Olearia rani Druce
122. Olearia revoluta F.Muell. ex Benth.
123. Olearia rosmarinifolia (DC.) Benth.
124. Olearia rufa J.Kost.
125. Olearia rugosa (W.Archer bis) Hutch.
126. Olearia solandri Hook.f.
127. Olearia speciosa Hutch.
128. Olearia spectabilis J.Kost.
129. Olearia stellulata DC.
130. Olearia stenophylla N.G.Walsh
131. Olearia stilwellae Blakely
132. Olearia stricta Benth.
133. Olearia strigosa (Steetz) Benth.
134. Olearia subspicata (Hook.) Benth.
135. Olearia tasmanica W.M.Curtis
136. Olearia telmatica Heenan & de Lange
137. Olearia tenuifolia (DC.) Benth.
138. Olearia teretifolia (Sond.) F.Muell. ex Benth.
139. Olearia thomsonii Cheeseman
140. Olearia tomentosa (J.C.Wendl.) DC.
141. Olearia townsonii Cheeseman
142. Olearia traversiorum (F.Muell.) Hook.f.
143. Olearia tubuliflora (Sond. & F.Muell.) Benth.
144. Olearia velutina J.Kost.
145. Olearia vernonioides C.T.White & W.D.Francis
146. Olearia virgata Hook.f.
147. Olearia viscidula (F.Muell.) Benth.
148. Olearia viscosa (Labill.) Benth.
149. Olearia ×excorticata Buchanan
150. Olearia ×haastii Hook.f.
151. Olearia × matthewsii P.Heenan
152. Olearia ×oleifolia Kirk
153. Olearia ×suavis Cheeseman

## Sinonimi
- Haxtonia Caley ex G.Don
- Orestion Raf.
- Shawia J.R.Forst. & G.Forst.
- Steetzia Sond.
- Steiractis Raf.